# Now That's What I Call Country
Now That's What I Call Country es un álbum recopilatorio de música country lanzado el 26 de agosto de 2008. El álbum es el primero de la serie Ahora (EE. UU.)! que se compone exclusivamente de canciones de música country. Todas las pistas entraron en el top 20 de Billboard Hot Country Songs, de las cuales 16 fueron hits Top 5.
El álbum debutó en el número 1 en el Billboard Top Country Albums y alcanzó el puesto número 7 en la lista de Billboard 200 en septiembre de 2008.

## Lista de canciones
| N.º | Título                                 | Artista                           | Duración |  |
| 1.  | «All-American Girl»                    | Carrie Underwood                  | 3:30     |  |
| 2.  | «Winner at a Losing Game»              | Rascal Flatts                     | 4:45     |  |
| 3.  | «Watching Airplanes»                   | Gary Allan                        | 4:00     |  |
| 4.  | «Because of You»                       | Reba McEntire with Kelly Clarkson | 3:41     |  |
| 5.  | «Everybody»                            | Keith Urban                       | 5:22     |  |
| 6.  | «Stay»                                 | Sugarland                         | 4:42     |  |
| 7.  | «Love Don't Live Here»                 | Lady Antebellum                   | 3:49     |  |
| 8.  | «Picture to Burn»                      | Taylor Swift                      | 2:51     |  |
| 9.  | «Trying to Stop Your Leaving»          | Dierks Bentley                    | 3:37     |  |
| 10. | «All My Friends Say»                   | Luke Bryan                        | 3:59     |  |
| 11. | «Letter to Me»                         | Brad Paisley                      | 4:39     |  |
| 12. | «I Saw God Today»                      | George Strait                     | 3:19     |  |
| 13. | «That Song in My Head»                 | Julianne Hough                    | 3:09     |  |
| 14. | «As If»                                | Sara Evans                        | 3:28     |  |
| 15. | «Don't Blink»                          | Kenny Chesney                     | 4:44     |  |
| 16. | «You're Gonna Miss This»               | Trace Adkins                      | 3:42     |  |
| 17. | «What Kinda Gone»                      | Chris Cagle                       | 2:58     |  |
| 18. | «Things That Never Cross a Man's Mind» | Kellie Pickler                    | 3:09     |  |
| 19. | «Another Try»                          | Josh Turner with Trisha Yearwood  | 3:44     |  |
| 20. | «Alyssa Lies»                          | Jason Michael Carroll             | 4:18     |  |

### Descarga Gratis
Now That's What I Call Country CD también puede desbloquear descargas gratuitas para las siguientes pistas:
1. Eric Church – "Carolina"
2. Jamey Johnson – "High Cost of Living"
3. The Lost Trailers –  "Hey Baby"
4. Ashton Shepherd – "Ain't Dead Yet"
5. Emily West – "Annie's Gonna Get a Brand New Gun"
6. Chuck Wicks – "Man of the House"

## Gráficos
| Gráficos (2008)                   | posicisión en la lista |
| --------------------------------- | ---------------------- |
| U.S. Billboard Top Country Albums | 1                      |
| U.S. Billboard 200                | 7                      |